# Pine Le Moray Park
Pine Le Moray Park är en park i Kanada.   Den ligger i provinsen British Columbia, i den centrala delen av landet, 3 400 km väster om huvudstaden Ottawa. Pine Le Moray Park ligger 1 439 meter över havet.
Terrängen runt Pine Le Moray Park är lite bergig. Trakten runt Pine Le Moray Park är nära nog obefolkad, med mindre än två invånare per kvadratkilometer..
I omgivningarna runt Pine Le Moray Park växer i huvudsak barrskog.